# Gary Payton II
Ne doit pas être confondu avec Gary Payton, joueur de basket-ball né en 1968.
Pour les articles homonymes, voir Payton.
Gary Dwayne Payton II, né le 1er décembre 1992 à Seattle, Washington, est un joueur américain de basket-ball. Il mesure 1,88 m et évolue au poste d'arrière. C'est le fils de Gary Payton, également basketteur professionnel en NBA.

## Biographie
Payton est nommé défenseur de l'année lors de la saison 2020-2021 de G-League. Le 8 avril 2021, Payton signe un contrat de 10 jours avec les Warriors de Golden State. Le 17 mai 2021, il signe jusqu'à la fin de saison. Le 3 mai 2022, lors du match 3 des demi-finale de la conférence Ouest face aux Grizzlies de Memphis, il est victime d'une violente poussette alors qu'il s’apprêtait à inscrire un layup facile par Dillon Brooks ce qui lui causera une fracture du coude et l'expulsion et la suspension pour 1 match de Brooks. Il est de retour 5 juin 2022 pour le match 2 des Finales NBA 2022 face aux Celtics de Boston en jouant 25 minutes (7 points dont 0/2 aux lancers francs, 2/2 à 2 points et 1/1 à 3 points, 3 rebonds et 3 passes décisives) et en défendant avec acharnement comme ce qui le caractérise habituellement.
Il signe un contrat de 28 millions de dollars sur trois ans avec les Trail Blazers de Portland lors du marché des agents libres à l'été 2022.
En février 2023, il revient aux Warriors de Golden State dans un échange à plusieurs équipes.

## Statistiques

### Universitaires
Les statistiques en matchs universitaires de Gary Payton II sont les suivantes :
| Saison    | Équipe            | Matchs | Titul. | Min./m | % Tir | % 3pts | % LF | Rbds/m. | Pass/m. | Int/m. | Ctr/m. | Pts/m. |
| --------- | ----------------- | ------ | ------ | ------ | ----- | ------ | ---- | ------- | ------- | ------ | ------ | ------ |
| 2012-2013 | Salt Lake CC (en) |        |        |        |       |        |      |         |         |        |        |        |
| 2013-2014 | Salt Lake CC      |        |        |        |       |        |      |         |         |        |        |        |
| 2014-2015 | Oregon State      | 31     | 29     | 36,3   | 48,5  | 29,3   | 66,3 | 7,45    | 3,16    | 3,06   | 1,19   | 13,42  |
| 2015-2016 | Oregon State      | 32     | 32     | 34,2   | 48,6  | 31,4   | 64,2 | 7,84    | 5,03    | 2,50   | 0,50   | 15,97  |
| Total     |                   | 63     | 61     | 35,3   | 48,5  | 30,2   | 65,2 | 7,65    | 4,11    | 2,78   | 0,84   | 14,71  |

### Saison régulière
Légende :
| Champion NBA |

Statistiques en saison régulière :
| Saison    | Équipe       | Matchs | Titul. | Min./m | % Tir | % 3pts | % LF | Rbds/m. | Pass/m. | Int/m. | Ctr/m. | Pts/m. |
| --------- | ------------ | ------ | ------ | ------ | ----- | ------ | ---- | ------- | ------- | ------ | ------ | ------ |
| 2016-2017 | Milwaukee    | 6      | 0      | 16,5   | 36,4  | 11,1   | 60,0 | 2,00    | 2,17    | 0,50   | 0,67   | 3,33   |
| 2017-2018 | Milwaukee    | 12     | 6      | 8,8    | 39,4  | 16,7   | 66,7 | 1,42    | 0,75    | 0,25   | 0,08   | 2,50   |
| 2017-2018 | L.A. Lakers  | 11     | 0      | 10,5   | 41,5  | 30,8   | 16,7 | 2,45    | 1,09    | 0,36   | 0,18   | 3,55   |
| 2018-2019 | Washington   | 3      | 0      | 5,3    | 62,5  | 50,0   | 0,0  | 0,67    | 1,33    | 1,00   | 0,33   | 3,67   |
| 2019-2020 | Washington   | 29     | 17     | 14,9   | 41,4  | 28,3   | 50,0 | 2,76    | 1,66    | 1,14   | 0,24   | 3,90   |
| 2020-2021 | Golden State | 10     | 0      | 4,0    | 76,9  | 50,0   | 75,0 | 1,10    | 0,10    | 0,60   | 0,10   | 2,50   |
| 2021-2022 | Golden State | 71     | 16     | 17,6   | 61,6  | 35,8   | 60,3 | 3,48    | 0,90    | 1,35   | 0,31   | 7,07   |
| Carrière  | Carrière     | 142    | 39     | 14,5   | 54,2  | 32,0   | 57,1 | 2,79    | 1,06    | 1,04   | 0,27   | 5,21   |

### Playoffs
| Saison   | Équipe       | Matchs | Titul. | Min./m | % Tir | % 3pts | % LF | Rbds/m. | Pass/m. | Int/m. | Ctr/m. | Pts/m. |
| -------- | ------------ | ------ | ------ | ------ | ----- | ------ | ---- | ------- | ------- | ------ | ------ | ------ |
| 2022     | Golden State | 12     | 2      | 16,9   | 65,9  | 53,3   | 66,7 | 3,10    | 1,10    | 1,20   | 0,60   | 6,50   |
| Carrière | Carrière     | 12     | 2      | 16,9   | 65,9  | 53,3   | 66,7 | 3,10    | 1,10    | 1,20   | 0,60   | 6,50   |

## Records sur une rencontre en NBA
Les records personnels de Gary Payton II en NBA sont les suivants, :
| Type de statistique        | Saison régulière | Saison régulière          | Saison régulière | Playoffs | Playoffs               | Playoffs      |
| Type de statistique        | Record           | Adversaire                | Date             | Record   | Adversaire             | Date          |
| -------------------------- | ---------------- | ------------------------- | ---------------- | -------- | ---------------------- | ------------- |
| Points                     | 26               | Trail Blazers de Portland | 10 mars 2025     | 16       | Rockets de Houston     | 26 avril 2025 |
| Paniers marqués            | 11               | 2 fois                    | 2 fois           | 7        | Rockets de Houston     | 26 avril 2025 |
| Paniers tentés             | 19               | @ Clippers de Los Angeles | 11 avril 2018    | 9        | Rockets de Houston     | 26 avril 2025 |
| Paniers à 3 points réussis | 4                | 2 fois                    | 2 fois           | 3        | 2 fois                 | 2 fois        |
| Paniers à 3 points tentés  | 7                | 2 fois                    | 2 fois           | 4        | Nuggets de Denver      | 27 avril 2022 |
| Lancers francs réussis     | 3                | 4 fois                    | 4 fois           | 3        | Nuggets de Denver      | 18 avril 2022 |
| Lancers francs tentés      | 6                | Timberwolves du Minnesota | 10 novembre 2021 | 4        | Nuggets de Denver      | 18 avril 2022 |
| Rebonds offensifs          | 4                | 3 fois                    | 3 fois           | 4        | @ Grizzlies de Memphis | 1er mai 2022  |
| Rebonds défensifs          | 10               | @ Clippers de Los Angeles | 11 avril 2018    | 4        | 2 fois                 | 2 fois        |
| Rebonds totaux             | 12               | @ Clippers de Los Angeles | 11 avril 2018    | 7        | @ Grizzlies de Memphis | 1er mai 2022  |
| Passes décisives           | 5                | 4 fois                    | 4 fois           | 3        | 3 fois                 | 3 fois        |
| Interceptions              | 6                | 3 fois                    | 3 fois           | 3        | 2 fois                 | 2 fois        |
| Contres                    | 2                | 5 fois                    | 5 fois           | 2        | Nuggets de Denver      | 18 avril 2022 |
| Balles perdues             | 4                | 2 fois                    | 2 fois           | 4        | @ Grizzlies de Memphis | 1er mai 2022  |
| Minutes jouées             | 35               | Trail Blazers de Portland | 3 janvier 2020   | 26       | Celtics de Boston      | 13 juin 2022  |

- Double-double : 3
- Triple-double : 0

Dernière mise à jour : 15 juillet 2022

## Palmarès

### Universitaire
- 2× First-team All-Pac-12 (2015, 2016)
- 2x Pac-12 Defensive Player of the Year (2015, 2016)
- 2× Pac-12 All-Defensive Team (2015, 2016)

### NBA
- Champion NBA en 2022.

## Vie privée
Son père est Gary Payton, basketteur professionnel entre 1990 et 2007.

## Anecdotes
Lors d'une interview d'après match pour la NBC Sport Bay Area, il déclare avoir postulé pour un poste d'assistant vidéo pour les Warriors de Golden State après que le coach Steve Kerr lui ait dit qu'il serait difficile de se faire une place dans l'effectif des Warriors